# 재약산
재약산(載藥山)은 대한민국 경상남도 밀양시와 울산광역시 울주군의 경계에 있는 높이 1,119.1m의 산이다. 영남 알프스의 일부이다. 인근 천황산과 함께 재약산으로 묶어서 천황산을 재약산 사자봉으로 재약산을 재약산 수미봉으로 부르기도 한다.

## 관광지
2002년 10월, 대한민국 산림청의 100대 명산에 선정되었다. 천연기념물 제224호 얼음골과 신라 진덕여왕때 창건하고 서산대사가 의병을 모집한 곳으로 유명한 표충사가 있다.

## 같이 보기
- 한국의 산